# Sheehan-Syndrom
Beim Sheehan-Syndrom (Synonyme: postpartaler Hypopituitarismus, postpartale Hypophysennekrose und Simmonds-Sheehan-Syndrom) handelt es sich um den seltenen, nach einer Entbindung auftretenden, vollständigen (Panhypopituitarismus) oder partiellen Funktionsausfall des mütterlichen Hypophysenvorderlappens (HVL) durch Zelltod aufgrund mangelnder Blutversorgung (Ischämie, Nekrose).
Die Bezeichnung bezieht sich auf den britischen Pathologen Harold Leeming Sheehan (1900–1988).
Das Krankheitsbild des Hypophysenschwunds mit tödlichem Ausgang hatte 1914 der Pathologe Morris Simmonds entdeckt und wurde nach diesem als Simmondssche Krankheit bezeichnet.
Als Ursache wird schlechte Durchblutung aufgrund eines Schocks, z. B. auch durch hohen Blutverlust, angenommen. In seltenen Fällen können auch andere schwere Schockzustände (z. B. Verbrennung) zu einer HVL-Nekrose führen.
Die Diagnose erfolgt aufgrund der Symptome und wird durch die endokrinologische Diagnostik bestätigt. Gemäß der normalen hormonproduzierenden Funktion des HVL können sich bei Zerstörung von mehr als 80 % des HVLs folgende Symptome ausbilden:
- Ausbleiben des Milcheinschusses (Laktation, durch Verlust der Prolactinausschüttung. Häufig erstes Symptom)
- Ausbleiben der Menstruation (sekundäre Amenorrhoe, durch Verlust der Hormone FSH und LH)
- Schilddrüsenunterfunktion (Hypothyreose, durch Verlust der TSH-Ausschüttung)
- Neigung zu Unterzuckerung (Hypoglykämie, durch Verlust des Wachstumshormones, GH, und durch Mangel an ACTH)
- Ausfall der sekundären Körperbehaarung und
- mangelnde sexuelle Lust (Verlust der Libido, durch ACTH-Mangel und den resultierenden Mangel an Steroid-Hormonen)
- Blässe der Haut (Hypopigmentierung durch MSH-Mangel)
- Im Wachstumsalter: Kleinwuchs (Mangel an Wachstumshormon)

Gelegentlich zeigen sich die Symptome erst nach Jahren, der Zusammenhang zur Entbindung ist dann schwer zu diagnostizieren. Andere Ursachen einer Störung des Hypophysenvorderlappens (Tumoren, Verletzungen, Autoimmune Reaktionen) müssen ausgeschlossen werden.
Der HVL kann sich auch nach Jahren noch in seiner Funktion erholen. Ansonsten müssen zur Therapie die fehlenden Hormone, bzw. die durch sie stimulierten Hormone ersetzt werden, gegebenenfalls lebenslang. Besonders der Mangel an Schilddrüsen-stimulierendem Hormon TSH und die Funktionseinschränkung der Nebennierenrinde durch Mangel an ACTH kann, ohne Behandlung, schwere Störungen bis hin zum Koma verursachen.